# コディ・ポティート
コディ・オースティン・ポティート（Cody Austin Poteet, 1994年7月30日 - ）は、アメリカ合衆国カリフォルニア州サンディエゴ出身のプロ野球選手（投手）。右投右打。MLBのボルチモア・オリオールズ傘下所属。

## 経歴

### プロ入り前
2012年のMLBドラフト27巡目（全体834位）でワシントン・ナショナルズから指名されたが、この時は契約せずにカリフォルニア大学ロサンゼルス校へ進学した。2013年に行われたメンズ・カレッジ・ワールドシリーズでは優勝し、パット・バライカやジェームズ・カプリーリアンらと共に大学全米一を経験している。

### プロ入りとマーリンズ時代
2015年のMLBドラフト4巡目（全体116位）でマイアミ・マーリンズから指名され、プロ入り。契約後、傘下のA-級バタビア・マックドッグスでプロデビュー。5試合（先発4試合）に登板して0勝1敗、防御率2.13、12奪三振を記録した。
2016年はA級グリーンズボロ・グラスホッパーズでプレーし、24試合に先発登板して4勝9敗、防御率2.91、106奪三振を記録した。
2017年はルーキー級ガルフ・コーストリーグ・マーリンズとA+級ジュピター・ハンマーヘッズでプレーし、2球団合計で20試合（先発18試合）に登板して3勝8敗、防御率4.02、102奪三振を記録した。
2018年はA+級ジュピターとAA級ジャクソンビル・ジャンボシュリンプでプレーし、2球団合計で26試合（先発25試合）に登板して4勝15敗、防御率4.98、128奪三振を記録した。
2019年はAA級ジャクソンビルとAAA級ニューオーリンズ・ベビーケークスでプレーし、2球団合計で23試合に先発登板して7勝6敗、防御率3.56、92奪三振を記録した。
2020年は新型コロナウイルスの影響でマイナーリーグの試合が開催されなかったため、公式戦の登板は無かった。
2021年は5月のマイナーリーグ開幕をAAA級ジャクソンビルで迎えた。5月12日にメジャー契約を結んでアクティブ・ロースター入りし、メジャーデビューとなった同日のアリゾナ・ダイヤモンドバックス戦では先発して5回2失点の投球で勝利投手になった。この年メジャーでは7試合に先発登板して2勝3敗、防御率4.99、32奪三振を記録した。
2022年11月10日にFAとなった。

### ロイヤルズ傘下時代
2022年12月16日にカンザスシティ・ロイヤルズとマイナー契約を結んだ。契約後は傘下AAA級オマハ・ストームチェイサーズに配属された。しかし、怪我の影響もあり、2023年シーズンは、メジャー昇格を果たせないままシーズン終了となった。そして、ちょうど1年後にあたる同年12月16日に自由契約となった。

### ヤンキース時代
2024年1月5日にニューヨーク・ヤンキースと1年契約を結んだ。

### ヤンキース退団後
2024年12月17日にコディ・ベリンジャー及び金銭500万ドルとのトレードで、シカゴ・カブスに移籍したが、翌2025年に東京ドームで開催されたMLB東京シリーズどころか本土の開幕ロースターにも入れず、3月27日にブラッド・ケラーの昇格に伴ってDFAとなった。

### オリオールズ傘下時代
2025年3月29日に金銭トレードで、ボルチモア・オリオールズに移籍した。移籍後はそのままAAA級ノーフォーク・タイズに配属されている。

## 選手としての特徴
速球に加え、スライダーやカーブといった変化球を投げる。

## 詳細情報

### 年度別投手成績
| 年 度    | 球 団    | 登 板 | 先 発 | 完 投 | 完 封 | 無 四 球 | 勝 利 | 敗 戦 | セ 丨 ブ | ホ 丨 ル ド | 勝 率 | 打 者 | 投 球 回 | 被 安 打 | 被 本 塁 打 | 与 四 球 | 敬 遠 | 与 死 球 | 奪 三 振 | 暴 投 | ボ 丨 ク | 失 点 | 自 責 点 | 防 御 率 | W H I P |
| -------- | -------- | ----- | ----- | ----- | ----- | -------- | ----- | ----- | -------- | ----------- | ----- | ----- | -------- | -------- | ----------- | -------- | ----- | -------- | -------- | ----- | -------- | ----- | -------- | -------- | ------- |
| 2021     | MIA      | 7     | 7     | 0     | 0     | 0        | 2     | 3     | 0        | 0           | .400  | 132   | 30.2     | 25       | 7           | 16       | 0     | 0        | 32       | 1     | 0        | 17    | 17       | 4.99     | 1.34    |
| 2022     | MIA      | 12    | 2     | 0     | 0     | 0        | 0     | 1     | 0        | 1           | .000  | 114   | 28.0     | 23       | 4           | 11       | 0     | 0        | 21       | 1     | 0        | 12    | 12       | 3.86     | 1.21    |
| 2024     | NYY      | 5     | 4     | 0     | 0     | 0        | 3     | 0     | 0        | 0           | 1.000 | 96    | 24.1     | 18       | 2           | 8        | 0     | 1        | 16       | 1     | 0        | 7     | 6        | 2.22     | 1.07    |
| MLB：3年 | MLB：3年 | 24    | 13    | 0     | 0     | 0        | 5     | 4     | 0        | 1           | .556  | 342   | 83.0     | 66       | 13          | 35       | 0     | 1        | 69       | 3     | 0        | 36    | 35       | 3.80     | 1.22    |

- 2024年度シーズン終了時

### 年度別守備成績
| 年 度 | 球 団 | 投手（P） | 投手（P） | 投手（P） | 投手（P） | 投手（P） | 投手（P） |
| 年 度 | 球 団 | 試 合     | 刺 殺     | 補 殺     | 失 策     | 併 殺     | 守 備 率  |
| ----- | ----- | --------- | --------- | --------- | --------- | --------- | --------- |
| 2021  | MIA   | 7         | 2         | 2         | 0         | 1         | 1.000     |
| 2022  | MIA   | 12        | 1         | 2         | 0         | 0         | 1.000     |
| 2024  | NYY   | 5         | 5         | 2         | 0         | 0         | 1.000     |
| MLB   | MLB   | 24        | 8         | 6         | 0         | 1         | 1.000     |

- 2024年度シーズン終了時

### 背番号
- 72（2021年 - 2022年、2024年）